# Chikkabbar, Hirekerur
Chikkabbar là một làng thuộc tehsil Hirekerur, huyện Haveri, bang Karnataka, Ấn Độ.